# قراول‌خانه، قفقاز
قراول‌خانه (به ترکی آذربایجانی: Karaulkhana) یک منطقهٔ مسکونی در جمهوری آذربایجان است که در شهرستان شابران واقع شده‌است.